# Villa Kraenepoel
La Villa Kraenepoel, parfois appelée Villa Cranepoel, est une maison située dans la commune d'Aalter en province de Flandre-Orientale. Son ancienne dénomination plutôt francophone Villa Craenepoel est celle selon laquelle elle est officiellement référencée. Il s'agit d'une grande résidence d'été construite sur une élévation avec vue sur le lac Kranepoel. Construite dans un style normand en 1902, elle a 3 niveaux et le haut de la façade côté lac est à colombages. Le grand toit est en ardoise . 

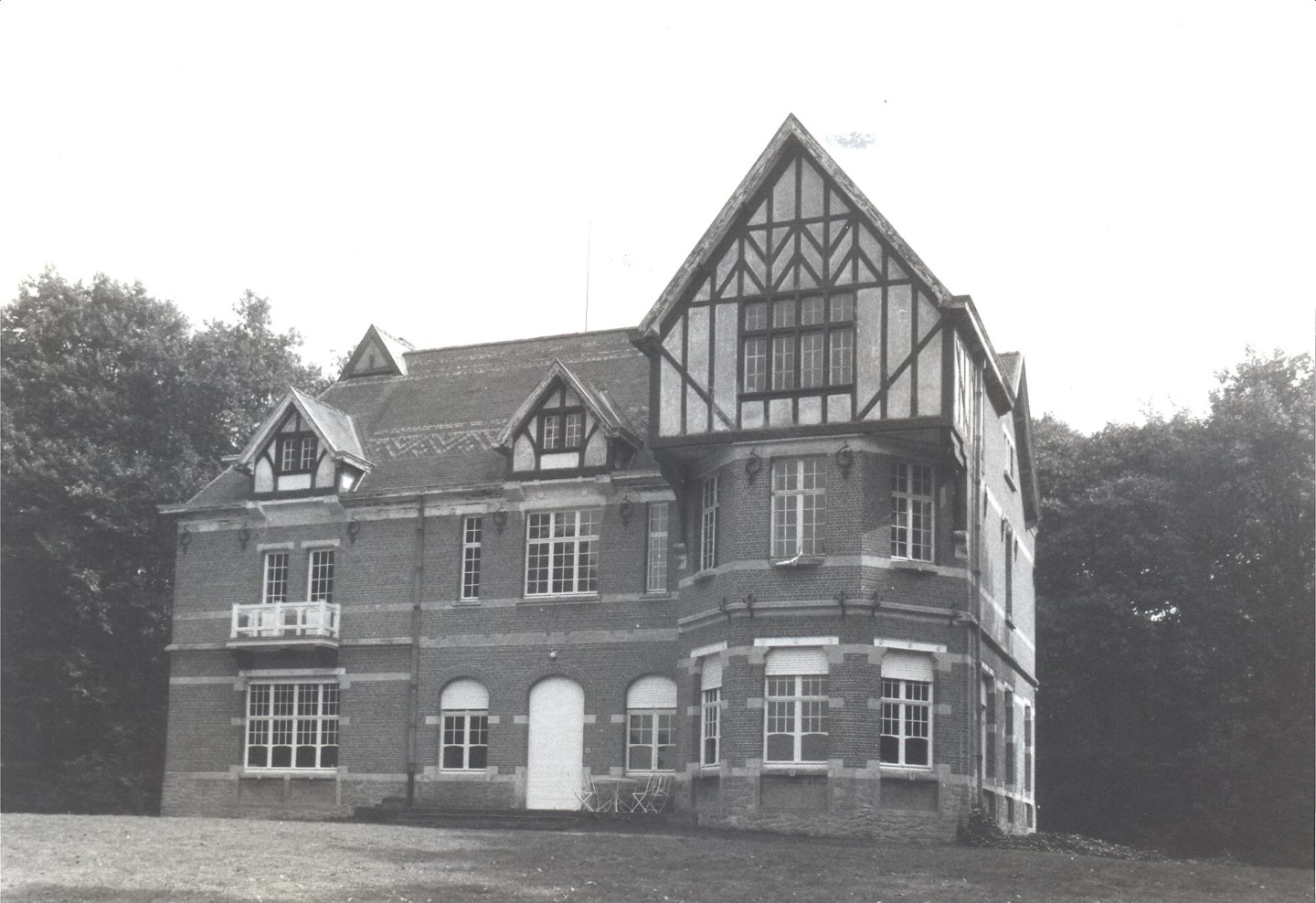
Villa Kraenepoel (coté jardin)

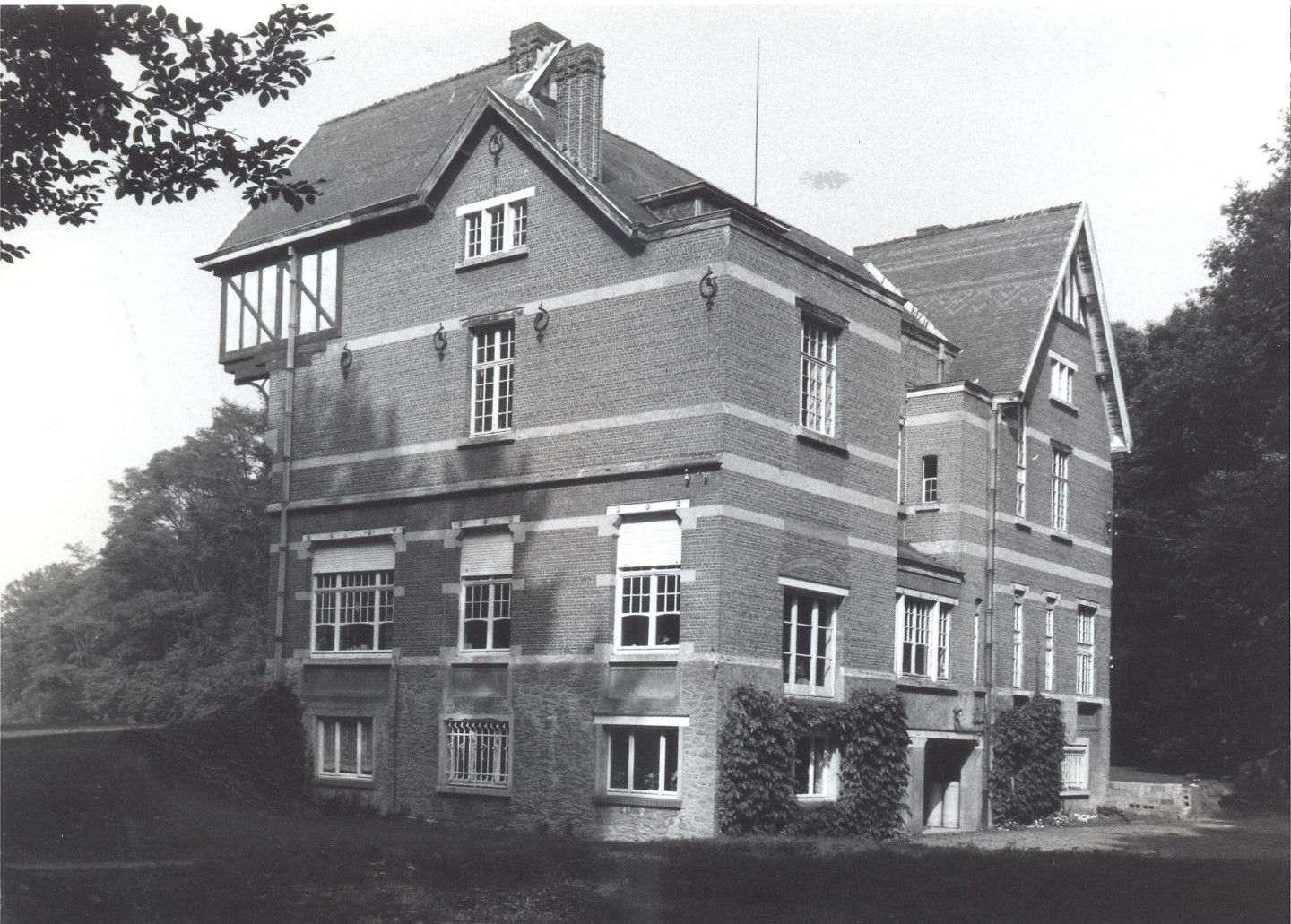
Villa Kraenepoel (coté rue)

Elle est accessible par deux chemins de hêtres menant à la Lotenhullestraat. Le premier, visible lorsque l'on parcourt la rue par numéro croissant, commençait par un portail en bois recouvert d'ardoise, fermé par une porte en bois à double battant. L'autre, visible lorsque la rue est parcourue par numéro décroissant, commence par un portail en brique, fermé par une grille en métal à double battant.  